# Мехтиева, Джейран Али кызы
Джейран Али кызы Мехтиева (азерб. Ceyran Əli qızı Mehdiyeva; 1 апреля 1914, Елизаветпольский уезд — ?) — советский азербайджанский виноградарь, Герой Социалистического Труда (1950).

## Биография
Родилась 1 апреля 1914 года в селе Кедабек Елизаветпольского уезда Елизаветпольской губернии (ныне город в Кедабекском районе Азербайджана).
С 1936 года — звеньевая колхоза имени Клары Цеткин, совхоза имени Клары Цеткин Шамхорского района, с 1960 года — рабочая детского сада № 2 при совхозе. В 1949 году получила урожай винограда 236,9 центнеров с гектара на площади 3 гектара.
Указом Президиума Верховного Совета СССР от 8 августа 1950 года за получение высоких урожаев винограда в 1949 году Мехтиевой Джейран Али кызы присвоено звание Героя Социалистического Труда с вручением ордена Ленина и золотой медали «Серп и Молот».
С 1969 года — пенсионер союзного значения.